# Lord Chamberlain's Men

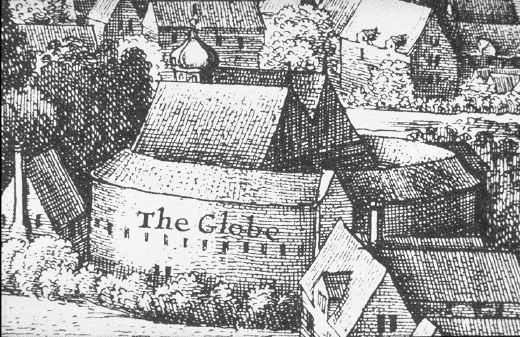
Globe Theatre, waar de Lord Chamberlain's Men optraden, en waarvan ze als acteurs ook aandeelhouder waren.

De Lord Chamberlain's Men was een toneelgezelschap dat in 1594, ten tijde van Elizabeth I, werd opgericht. Het groeide aan het eind van de 16e en het begin van de 17e eeuw uit tot een van de belangrijkste gezelschappen in Londen. Dit was te danken aan een goed management en aan het feit dat William Shakespeare als toneelschrijver en acteur voor het gezelschap optrad.
De naam van het gezelschap verwijst naar het patronaat van de Lord Chamberlain, destijds Henry Carey, de eerste baron van Hunsdon. Hij bekleedde een topfunctie aan het koninklijk hof en was als ceremoniemeester onder meer verantwoordelijk voor het amusement aan het hof. Na zijn overlijden in 1596  werd de naam gedurende korte tijd veranderd Lord Hunsdon's Men, verwijzend naar Henry Carey, de tweede baron van Hunsdon. Toen deze in 1597 zijn vader in diens functie opvolgde, werd de naam weer Lord Chamberlain's Men. In 1603, na de troonsbestijging van Jacobus I, viel het gezelschap onder het beschermheerschap van de koning en werd de naam veranderd in The King's Men.
De Lord Chamberlain's Men trad aanvankelijk op op verschillende locaties, tot het een onderkomen vond in The Theatre, een theater ten noordwesten van de City of London. Aan het eind van de jaren 90 stond de eigenaar van het terrein de optredens niet langer toe. De zakelijk leider James Burbage probeerde vervolgens een huurcontract te sluiten voor een ruimte in Blackfriars, die al eerder dienst had gedaan als theater. Dit plan werd echter onder druk van de rijke en invloedrijke inwoners door de Lord Chamberlain zelf verhinderd. Het gezelschap speelde vervolgens weer op verschillende locaties, waaronder The Curtain, terwijl men uitzag naar een nieuw permanent onderkomen, en waarschijnlijk ook in het nieuwe theater The Swan.
Uiteindelijk werd een locatie gevonden in Southwark, op de zuidelijke oever van de Theems.
Hier werd, met gebruikmaking van bouwmateriaal van The Theatre, het nieuwe Globe Theatre gebouwd. 
Anders dan vele andere gezelschappen vormde de Lord Chamberlain's Men een stabiel gezelschap onder het zakelijk leiderschap van steracteur Richard Burbage. De spelers, onder wie ook geruime tijd de komisch acteur en danser William Kemp en diens opvolger Robert Armin, werden als aandeelhouders bij de organisatie betrokken en deelden als zodanig in de opbrengsten.
Het repertoire van het gezelschap bestond voor het overgrote deel uit stukken van William Shakespeare. In hun eerste jaar speelden zij zijn oudere werken, waaronder Henry VI, part 2, Henry VI, part 3, Titus Andronicus en A Midsummer Night's Dream. De schrijver produceerde vervolgens in korte tijd stukken als Romeo and Juliet, Love's Labour's Lost en The Merchant of Venice.
Ook stukken van andere schrijvers werden op het repertoire genomen, waaronder Every Man in His Humour en later ook Every Man Out of His Humour van Ben Jonson.
Het succesvolle repertoire en de goede zakelijke leiding leidden ertoe dat het gezelschap, samen met de Admiral's Men, uitgroeide tot een van de topgezelschappen in Londen.
- Bibliothèque nationale de France: cb11967628t (data)
- Gemeinsame Normdatei: 4366470-2
- Library of Congress Control Number: n83068891
- Nationale Bibliotheek van Israël: 987007570658105171
- Système universitaire de documentation: 02768685X
- Virtual International Authority File: 191556518